# Cariniana micrantha
A castanha-de-macaco (Cariniana micrantha) é uma espécie de árvore da família Lecythidaceae. A espécie foi descrita por Ducke em 1930.
Árvore alta, chega a 50 m de altura, com tronco de até 1,5 m de diâmetro. As pequenas e delicadas flores são de coloração branca.
Pode ser encontrada na Amazônia brasileira, na floresta primária de terra firme do oeste do Pará e leste do Amazonas e em  Rondônia.
Outros nomes populares: tauari.